# Mario Caiano
Mario Caiano (Roma, 13 febbraio 1933 – Roma, 20 settembre 2015) è stato un regista e sceneggiatore italiano.

## Biografia
Figlio del regista e produttore Carlo Caiano, dopo essersi laureato in Lettere Classiche all'inizio degli anni cinquanta inizia a lavorare come archeologo. La sua vera passione però è il cinema, i cui ambienti ha cominciato a frequentare quando ancora era studente e che non si rassegna ad abbandonare neppure dopo la laurea e il primo lavoro. Nel tempo libero lavora come sceneggiatore e in qualche caso come aiuto regista. Tra il 1952 e il 1960 abbandona progressivamente l'incarico presso la Sovrintendenza e finisce per dedicarsi a tempo pieno al cinema. Il suo debutto come regista avviene nel 1962 con il film Ulisse contro Ercole, un peplum di cui cura anche soggetto e sceneggiatura. Da quel momento inizia a girare vari film di buon successo commerciale che ne fanno uno dei più apprezzati registi e sceneggiatori del cinema di genere italiano.
Nel 1963 dirige insieme a Ricardo Blasco il film Duello nel Texas, considerato tra i capostipiti dello spaghetti-western. Un anno dopo, nel 1964, Caiano dirige il film "gemello" del più blasonato Per un pugno di dollari, dal titolo Le pistole non discutono.
Nel 1970 inizia a lavorare per la Rai, sceneggiando e dirigendo diverse serie tv di successo, fra cui la serie televisiva a quiz Giallo sera. È stato inoltre autore di documentari come "Dalai Lama, oceano di saggezza" e "Il presepe napoletano", mandati in onda dalla RAI. Nel 1977 ha girato il film erotico La svastica nel ventre.
Tra i film diretti da Caiano anche I racconti di Viterbury - Le più allegre storie del '300 del 1973. Caiano diresse la pellicola con lo pseudonimo Edoardo Re: in un'intervista televisiva, il regista romano si giustificò motivando che un po' di pudore gli fece scegliere, alla firma del contratto, il nome del santo di quel giorno, che era per l'appunto San Edoardo Re (il 13 ottobre).
Nel luglio 2014, Caiano ha pubblicato Autobiografia di un regista di B-Movies (Il Foglio Letterario Edizioni - Collana Cinema).

## Filmografia

### Cinema
- Ulisse contro Ercole (1962)
- Il segno di Zorro (1963)
- Il segno del Coyote (El vengador de California) (1963)
- Duello nel Texas, co-regia di Ricardo Blasco (1963)
- Goliath e la schiava ribelle (1963)
- Maciste gladiatore di Sparta (1964)
- I due gladiatori (1964)
- Le pistole non discutono (1964)
- Cavalca e uccidi (Brandy), co-regia di José Luis Borau (1964)
- Erik il vichingo (1965)
- Amanti d'oltretomba (1965)
- Una bara per lo sceriffo (1965)
- Le spie uccidono in silenzio (1966)
- Ringo, il volto della vendetta (Los cuatro salvajes) (1966)
- 7 pistole per un massacro (1967)
- L'assalto al centro nucleare (1967)
- Un treno per Durango (1968)
- Il suo nome gridava vendetta (1968)
- Love Birds - Una strana voglia d'amare (Komm, süßer Tod) (1969)
- Ombre roventi (1970)
- L'occhio nel labirinto (1972)
- I racconti di Viterbury - Le più allegre storie del '300 (1973)
- Il mio nome è Shangai Joe (1973)
- ...a tutte le auto della polizia... (1975)
- Milano violenta (1976)
- La svastica nel ventre (1977)
- Napoli spara! (1977)
- La malavita attacca... la polizia risponde! (1977)
- Ombre, co-regia di Giorgio Cavedon (1980)

### Televisione
- Un'estate, un inverno – miniserie TV (1971)
- Diagnosi – miniserie TV (1975)
- Nel silenzio della notte – film TV (1977)
- Astuzia per astuzia – miniserie TV (1979)
- Fermate il colpevole – serie TV, 23 episodi (1979-1981)
- Freddo da morire – film TV (1982)
- Anna, Ciro e... compagnia – serie TV (1982)
- Brigate verdi (Brigade verte) – serie TV, episodi 1x04-1x07 (1985)
- La valle dei pioppi (La vallée des peupliers) – serie TV (1986)
- Non basta una vita – serie TV, episodi 1x01-1x30 (1988-1989)
- La Vie en miettes – film TV (1989)
- Un bambino in fuga – miniserie TV (1990)
- Un bambino in fuga - Tre anni dopo – miniserie TV (1991)
- Moscacieca – miniserie TV (1994)
- Senza cuore – miniserie TV (1996)
- Tre addii – film TV (1999)
- Mai con i quadri – miniserie TV (1999)
- L'amore oltre la vita – film TV (1999)
- Il presepe napoletano – cortometraggio documentario TV (1999)
- Per amore per vendetta – miniserie TV (2001)
- Io ti salverò – miniserie TV (2002)

## Opere letterarie
- Autobiografia di un regista di B-Movies, Il Foglio Letterario Edizioni, 2014.